# إيريجا
إيريجا (بالإنجليزية: Iriga) هي مدينة في الفلبين، تتبع كامارينس سور، بلغ عدد سكانها 111٬757  نسمة، في 15 أغسطس 2015، تبلغ مساحتها 137٫35 كيلومتر مربع، رمزها البريدي هو 4431.

## الموقع
تشترك في الحدود مع:
- Ocampo, Camarines Sur [الإنجليزية]‏
- Buhi, Camarines Sur [الإنجليزية]‏
- Polangui [الإنجليزية]‏.

## المناخ
يظهر الجدول التالي التغييرات المناخية على مدار السنة لإيريجا:
| البيانات المناخية لـإيريجا        | البيانات المناخية لـإيريجا | البيانات المناخية لـإيريجا | البيانات المناخية لـإيريجا | البيانات المناخية لـإيريجا | البيانات المناخية لـإيريجا | البيانات المناخية لـإيريجا | البيانات المناخية لـإيريجا | البيانات المناخية لـإيريجا | البيانات المناخية لـإيريجا | البيانات المناخية لـإيريجا | البيانات المناخية لـإيريجا | البيانات المناخية لـإيريجا | البيانات المناخية لـإيريجا |
| الشهر                             | يناير                      | فبراير                     | مارس                       | أبريل                      | مايو                       | يونيو                      | يوليو                      | أغسطس                      | سبتمبر                     | أكتوبر                     | نوفمبر                     | ديسمبر                     | المعدل السنوي              |
| --------------------------------- | -------------------------- | -------------------------- | -------------------------- | -------------------------- | -------------------------- | -------------------------- | -------------------------- | -------------------------- | -------------------------- | -------------------------- | -------------------------- | -------------------------- | -------------------------- |
| متوسط درجة الحرارة الكبرى °م (°ف) | 33 (91)                    | 32 (90)                    | 35 (95)                    | 37 (99)                    | 37 (99)                    | 36 (97)                    | 35 (95)                    | 33 (91)                    | 35 (95)                    | 34 (93)                    | 33 (91)                    | 32 (90)                    | 34 (94)                    |
| متوسط درجة الحرارة الصغرى °م (°ف) | 26 (79)                    | 26 (79)                    | 28 (82)                    | 30 (86)                    | 31 (88)                    | 31 (88)                    | 29 (84)                    | 28 (82)                    | 29 (84)                    | 28 (82)                    | 28 (82)                    | 27 (81)                    | 28 (83)                    |
| الهطول مم (إنش)                   | 51.03 (2.01)               | 78.13 (3.08)               | 55.3 (2.18)                | 83.07 (3.27)               | 159.34 (6.27)              | 239.88 (9.44)              | 385.8 (15.19)              | 391.75 (15.42)             | 293.65 (11.56)             | 401.33 (15.80)             | 108.2 (4.26)               | 334.9 (13.19)              | 2٬582٫38 (101.67)          |
| متوسط الأيام الممطرة              | 21                         | 24                         | 19                         | 20                         | 25                         | 29                         | 31                         | 29                         | 29                         | 29                         | 27                         | 30                         | 313                        |
| المصدر: World Weather Online      |                            |                            |                            |                            |                            |                            |                            |                            |                            |                            |                            |                            |                            |

## أعلام
- نورا أونور